# Iakímivka (Zaporíjia)
|  | Per a altres significats, vegeu «Iakímivka». |

Iakímivka (en ucraïnès Якимівка) és una vila de la província de Zaporíjia, Ucraïna. El 2022 tenia una població estimada d'11.069 habitants.